# Colonia Primo Tapia
Colonia Primo Tapia är en ort i Mexiko.   Den ligger i kommunen Coeneo och delstaten Michoacán de Ocampo, i den centrala delen av landet, 270 km väster om huvudstaden Mexico City. Colonia Primo Tapia ligger 1 992 meter över havet och antalet invånare är 280.
Terrängen runt Colonia Primo Tapia är platt åt nordväst, men åt sydost är den kuperad. Runt Colonia Primo Tapia är det ganska tätbefolkat, med 108 invånare per kvadratkilometer. Närmaste större samhälle är Zacapú, 15,1 km väster om Colonia Primo Tapia. I omgivningarna runt Colonia Primo Tapia växer huvudsakligen savannskog.